# Melón

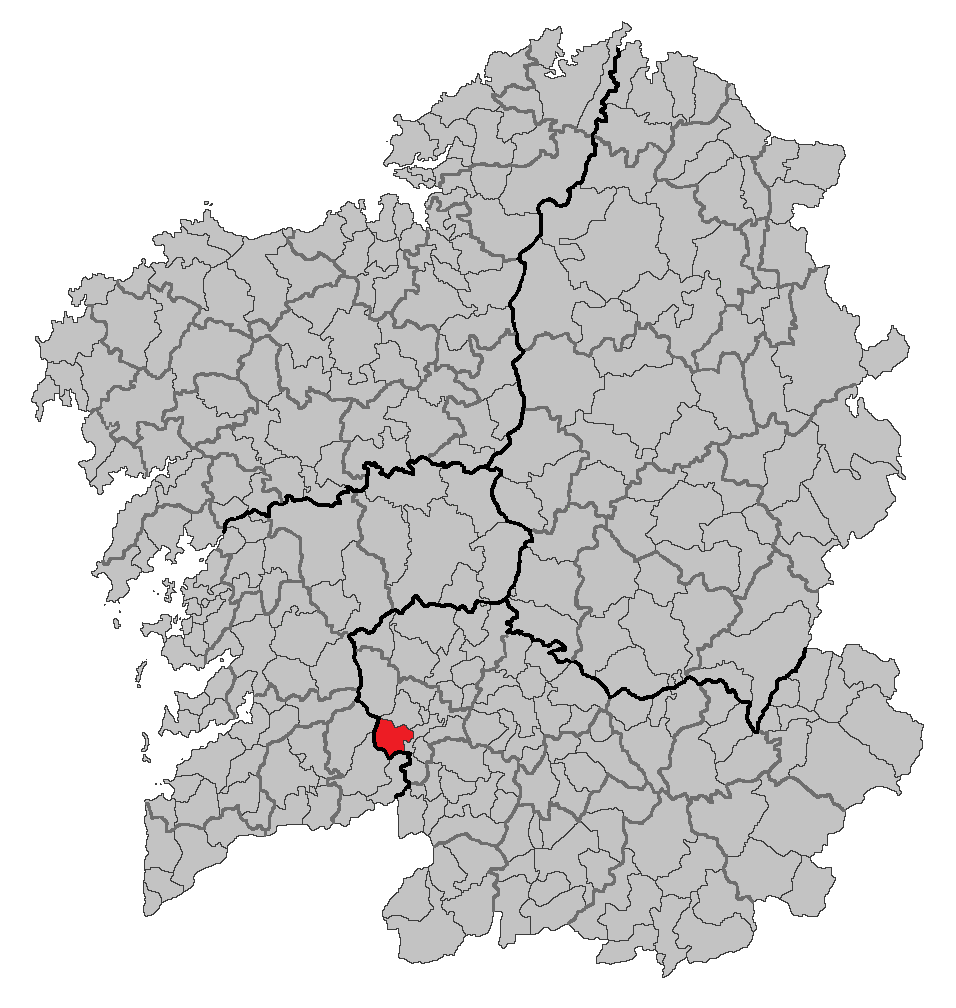
Localisation de Melón en Galice.

Melón est une commune de la province d'Ourense en Galice (Espagne), appartenant à la comarque O Ribeiro connue principalement pour son monastère. Population recensée en 2004 : 1502 habitants.
Melon, située entre Ribadavia et A Cañiza bénéficiait du transit du sud de la province d'Ourense vers Vigo. La commune n'est plus aussi prospère depuis que la route nationale reliant Madrid à Vigo a été remplacée par une autoroute. Auparavant les commerçants de Melon vivaient du commerce avec les voyageurs.

## Patrimoine historique et culturel
Le monastère de Santa Maria de Melón, fut un monastère cistercien. Son origine est antérieure à son intégration à l'ordre de Cîteaux en 1142

## Patrimoine naturel
Les rives du Miño sont un espace protégé.
Le cours de la rivière Cerves est connu pour ses petites cascades caractéristiques. Las Pozas sont des chutes impressionnantes en hiver grâce aux fortes pluies qui balaient la région. En été, se reposer près de ces chutes est une des principales activités des jeunes du village.

## Galerie

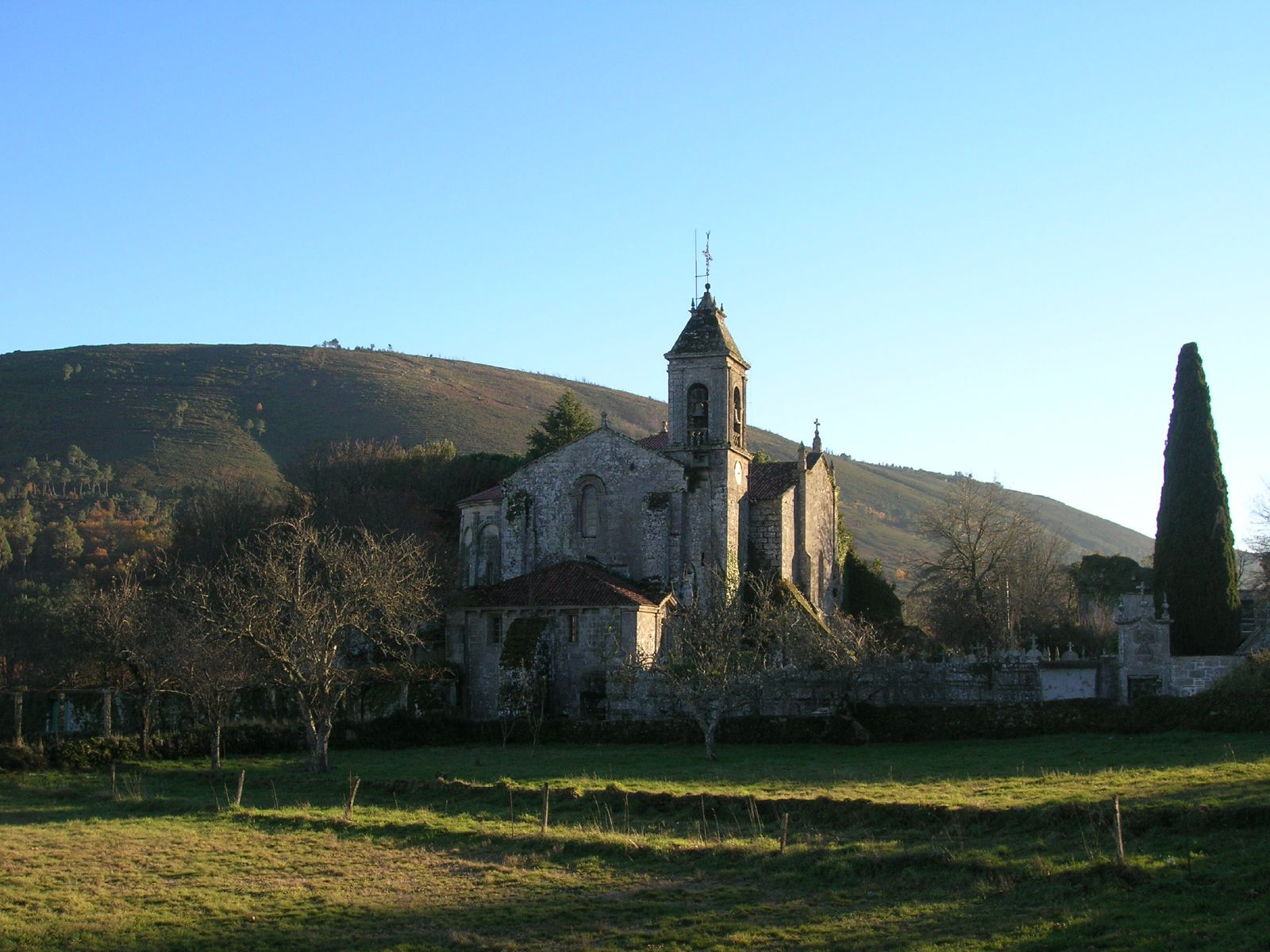
Monastère de Santa Maria de Melón.
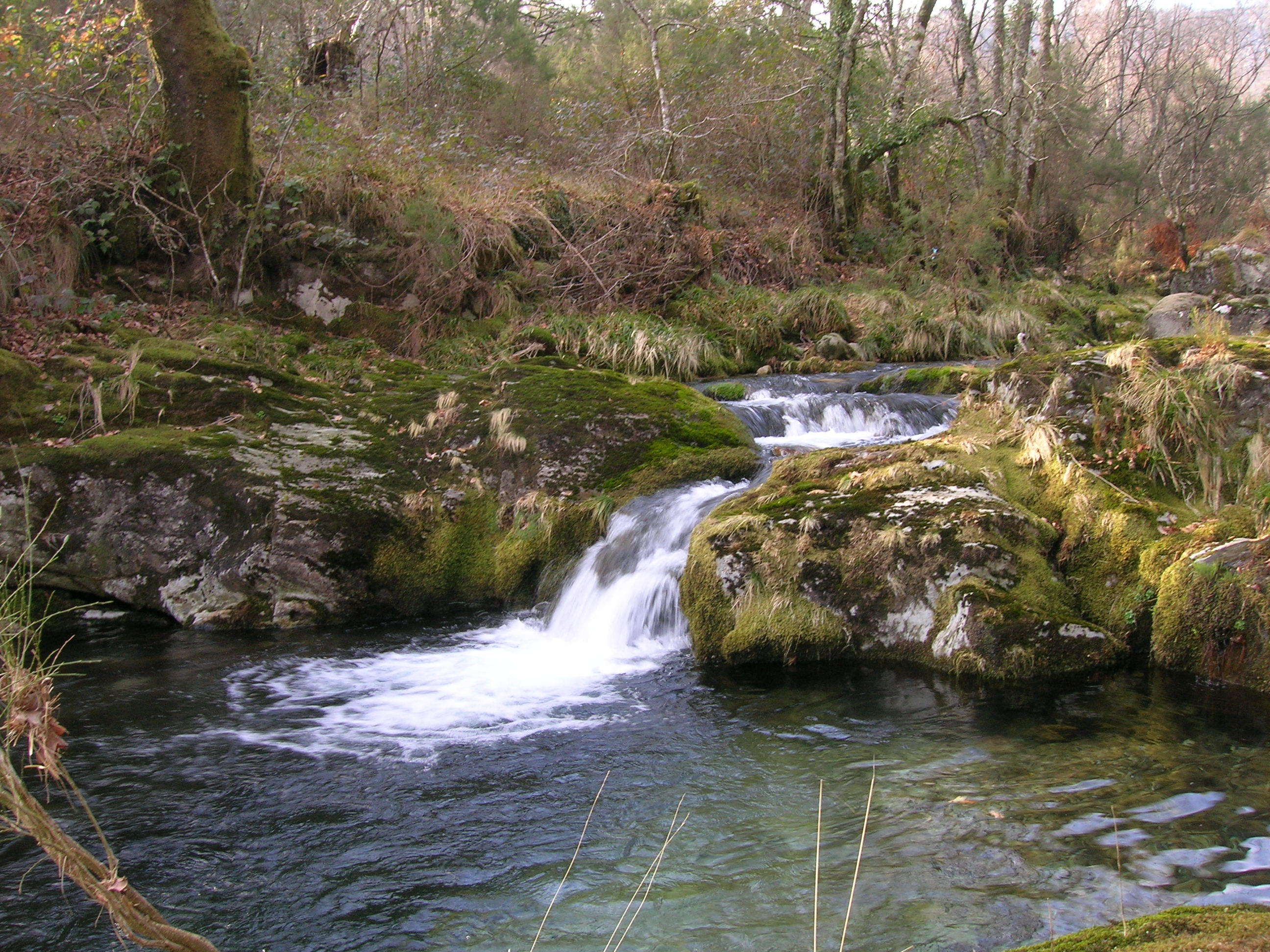
Rivière Cerves à Melon.